# NGC 1216
NGC 1216 est une galaxie lenticulaire située dans la constellation de l'Éridan. Elle a été découverte par l'astronome américain Ormond Stone en 1886.

## Caractéristiques
Sa vitesse par rapport au fond diffus cosmologique est de 5 192 ± 17 km/s, ce qui correspond à une distance de Hubble de 76,6 ± 5,4 Mpc (∼250 millions d'al)

## Groupe compact de Hickson 23
En compagnie de NGC 1214, de NGC 1215 et de PGC 11673, NGC 1216 forme le groupe compact de Hickson HCG 23.